# 二重港仁安宮
二重港仁安宮是一座位於台灣台南市北門區的廟宇，位於將軍溪北部。主要祭祀李府千歲。屬於道教信仰。是舊時學甲十三庄的二重港莊頭與聚落的角頭廟，其在學甲慈濟宮的八個選舉區中的北門區。行政區原屬於北門鄉仁里村，2018年因應臺南縣市合併進行里鄰編組及調整，與相鄰的中樞里整編合併成同一個新的里，目前於北門區文山里境內。另廟的管理為財團法人制目前(2023)董事長和負責人為侯信良。

## 沿革
二重港仁安宮的信仰源於一個夢境，其初始之際乃因於康熙年間，有來自福建省泉州府南安縣十八都後頭鄉的一家人，舉家來臺落腳於二重港進行開墾。然而因此地的土壤質地屬鹽分較重的地區，故而地質較為貧瘠，導致一家子初始時的開墾工作並不順利，加上初時又水土不服，因此每當家人遇有身體病痛時，便只能藉由對神祇的靈恩來解決問題。
此情形一直持續多時，直到某夜此戶人家的長者在睡夢中，夢見有一老者與孩童兩人前來，老者自稱為李府千歲，孩童則稱中壇太子，神祇告知家人只要堅持誠篤之心日後必可無災厄並天福澤。自此之後非但家中人員平安順遂，非但如此，當時的二重港遭受災疫，傳說李府千歲與中壇太子夜間顯靈，村民因聽從神祇指示虔誠拜神而免除災厄。日後聚落中的一些庄民們也都有感受到神祇的恩澤，於是兩位神尊的恩澤事蹟便由此流傳，信眾們終於在康熙乙酉（1705年）三月十六日為兩位神祇立像，數日後於隔月廿六日午時進行開光。
而在光緒八年(1882)，有二侯氏前去大陸，於鳳山寺進香時求筊得大符爐丹，回臺時可立廣澤尊王像，迎爐丹回台時，於8月16日雕刻，8月22日時開光。1960年，請南鯤鯓代天府吳府千歲扶鑾，3月16日興工、上樑，10月16日舉行入廟典禮。之後花約百餘萬在兩年後告竣。
1960年原建築基地4791平方米，1991年增購農地6459平方米，2007年後增加建地3620平方米。廟地總計高達14870平方米。

## 建築

### 重建
1984年時將左右廂房拆除，並也改建鐘鼓樓，且於廟前增建活動中心。廟後月眉池中，南段後厝池為私人填土佔用。921大地震後，基礎下陷廟頂漏水而拆除重建。2007年2月1日，於南市永都美術館集會制定章程，籌設財團法人二重港仁安宮，並進行舊廟重建。同年3月25日信徒大會通過，改組成立財團法人，8月17日法院登記完成。民國98(2009)年4月8日發包興建，歷經3年6個月完工。2012年農曆10月12日子時入火安座。重建金額約兩億四千萬。

### 結構
總建坪1500平方米，樓高21米，為三進南式宮殿建築，前為三川殿，中為拜殿，後為內殿。樓分三層，一樓王爺殿，一、二樓廂房辦公室，三樓觀音殿。

## 奉祀神祇
一樓王爺為:李府千歲、廣澤尊王、中壇元帥、註生娘娘、福德正神、黑虎大將。
三樓菩薩為：觀世音菩薩、文殊菩薩、普賢菩薩、韋陀護法、伽藍聖眾、彌勒菩薩、十八羅漢。

## 圖集

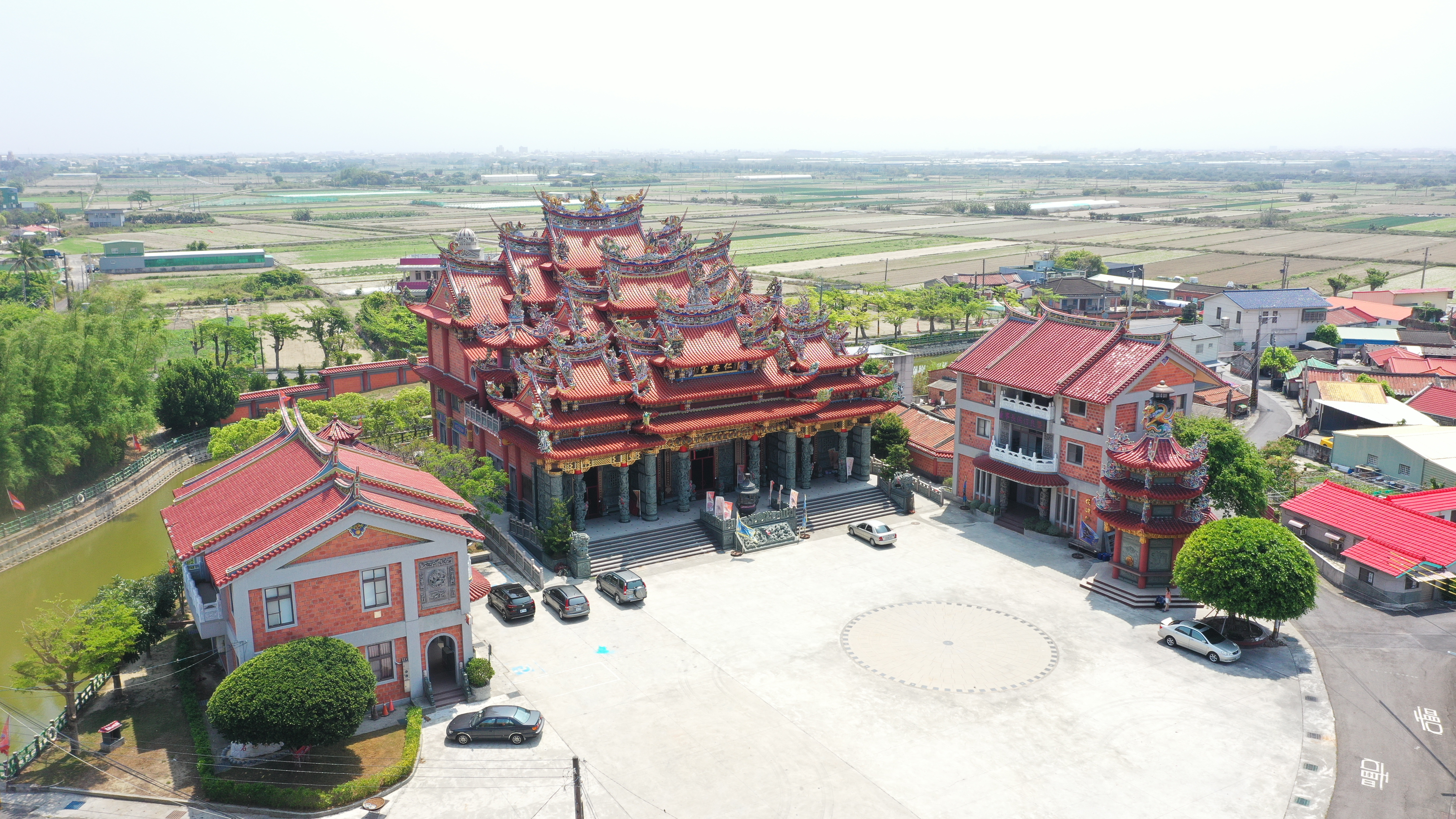
二重港仁安宮-鳥瞰
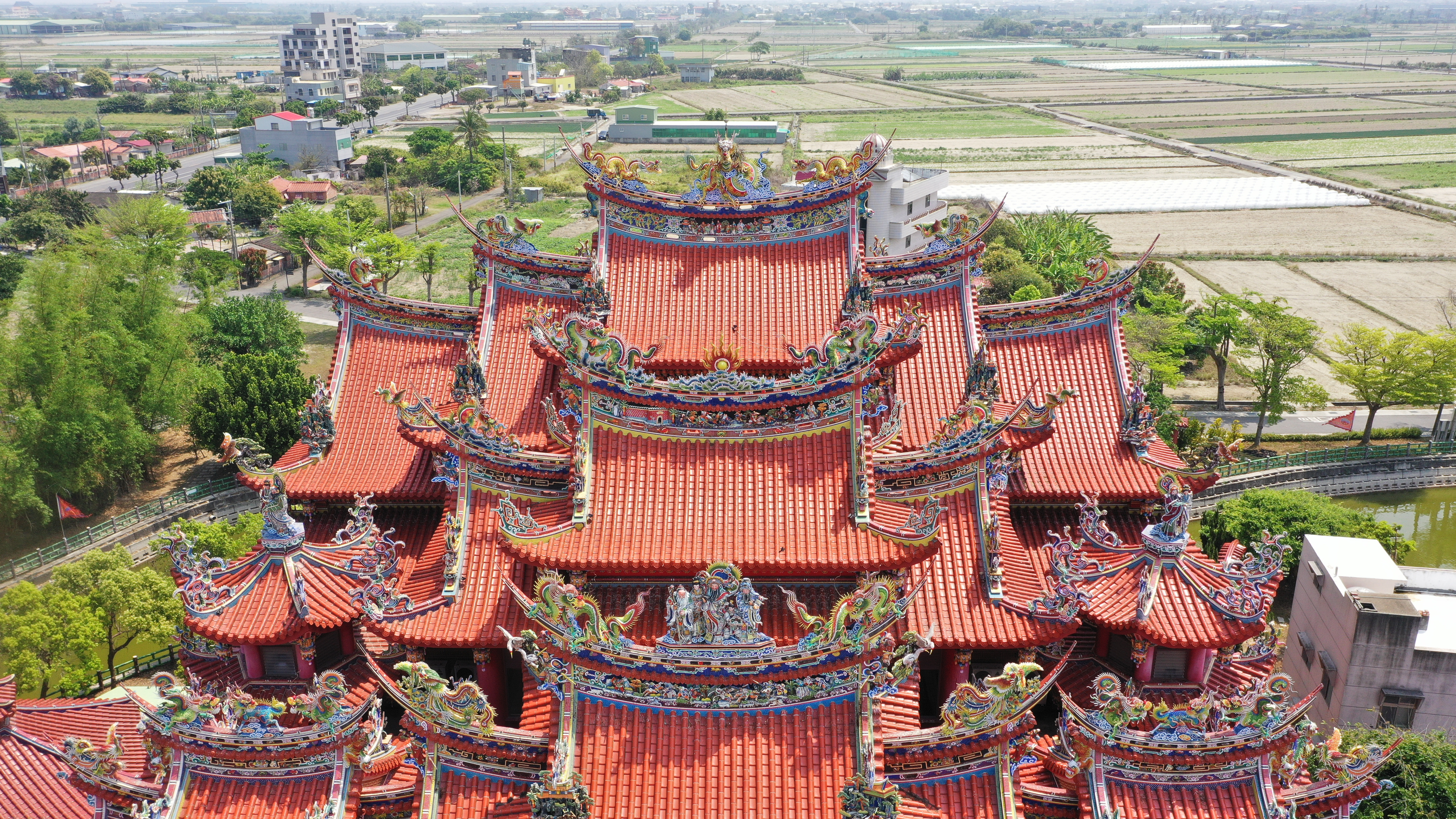
二重港仁安宮-廟頂裝飾
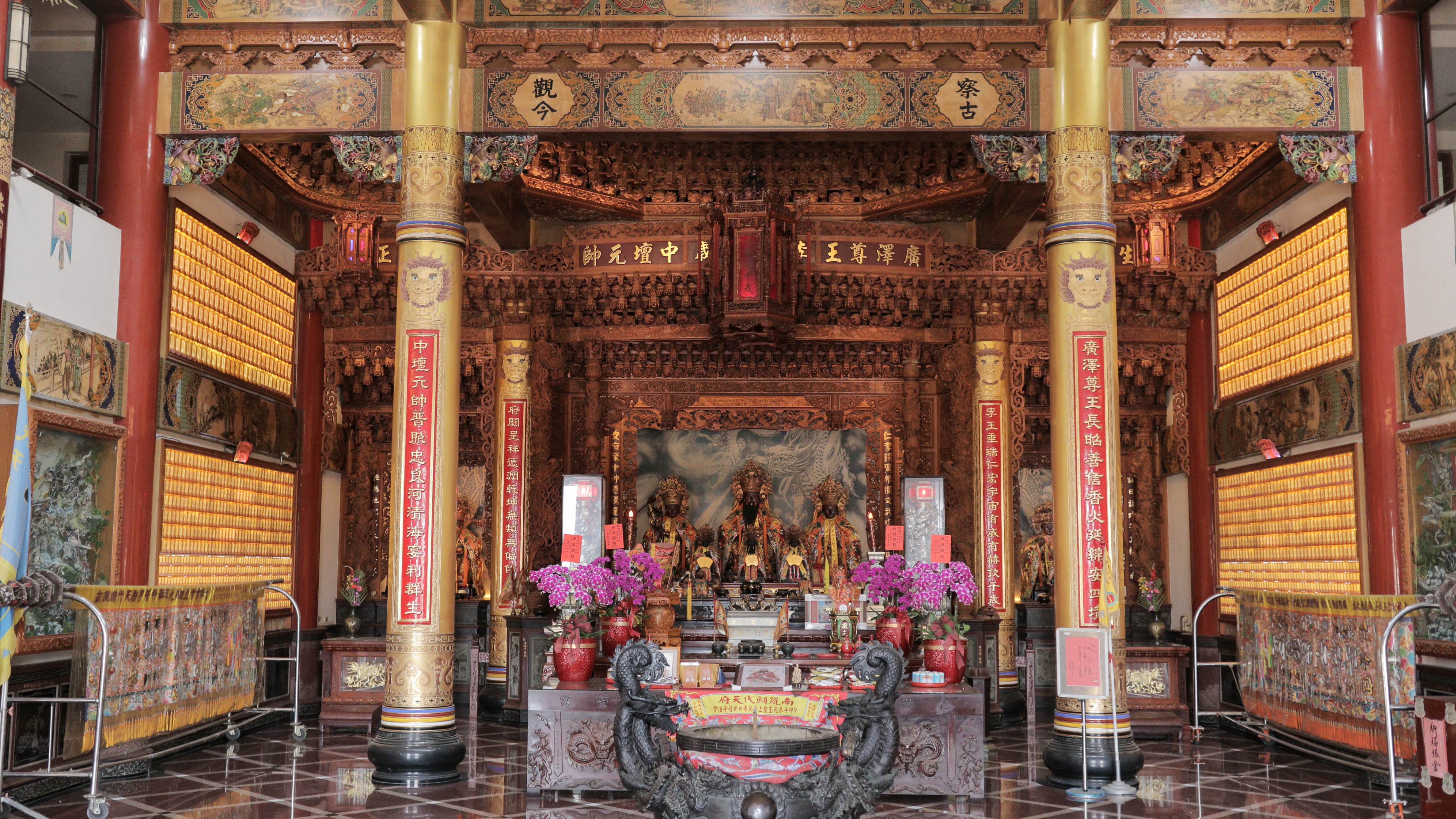
二重港仁安宮-神龕
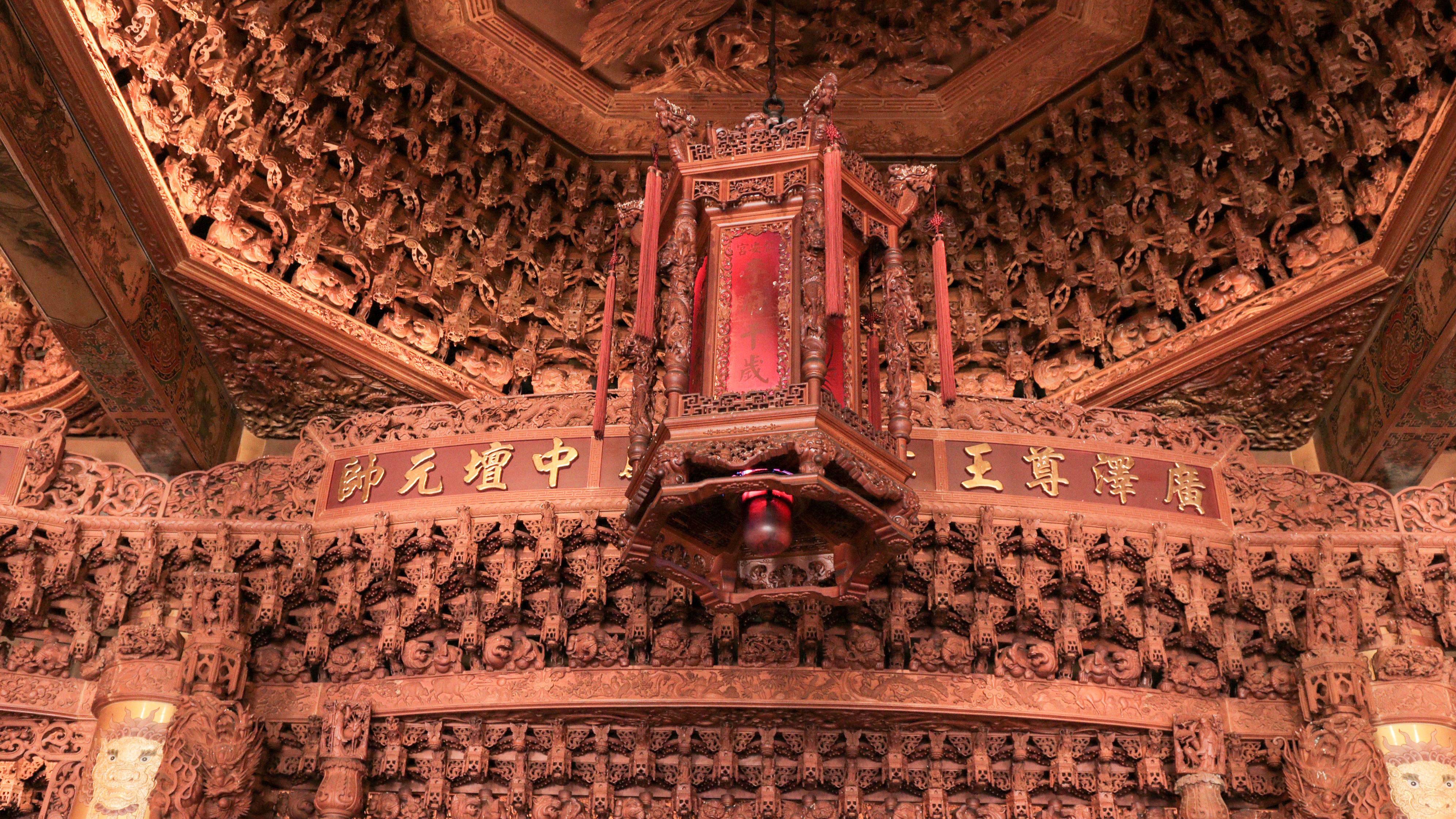
二重港仁安宮-萬年燈
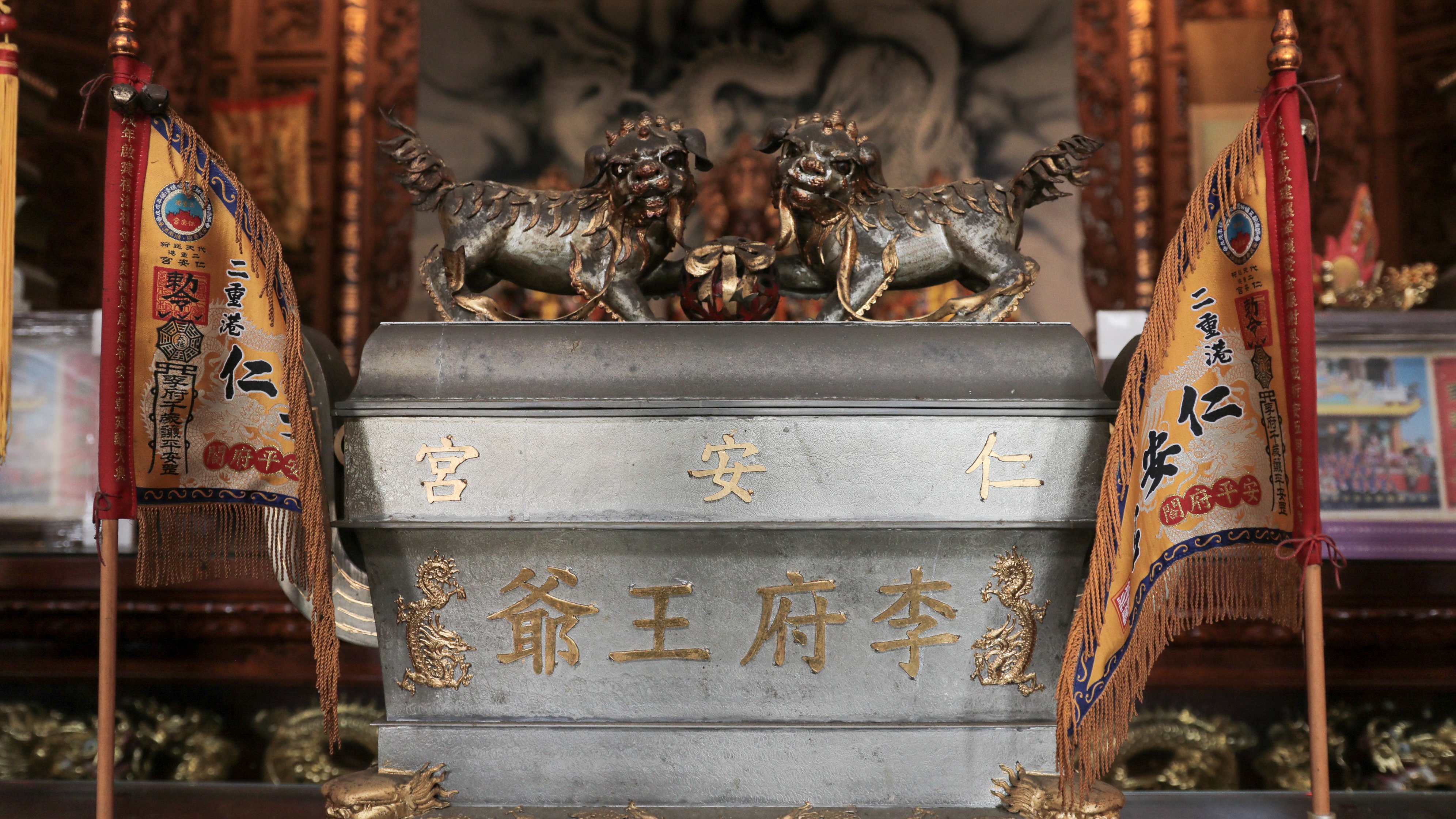
二重港仁安宮-神龕主香爐
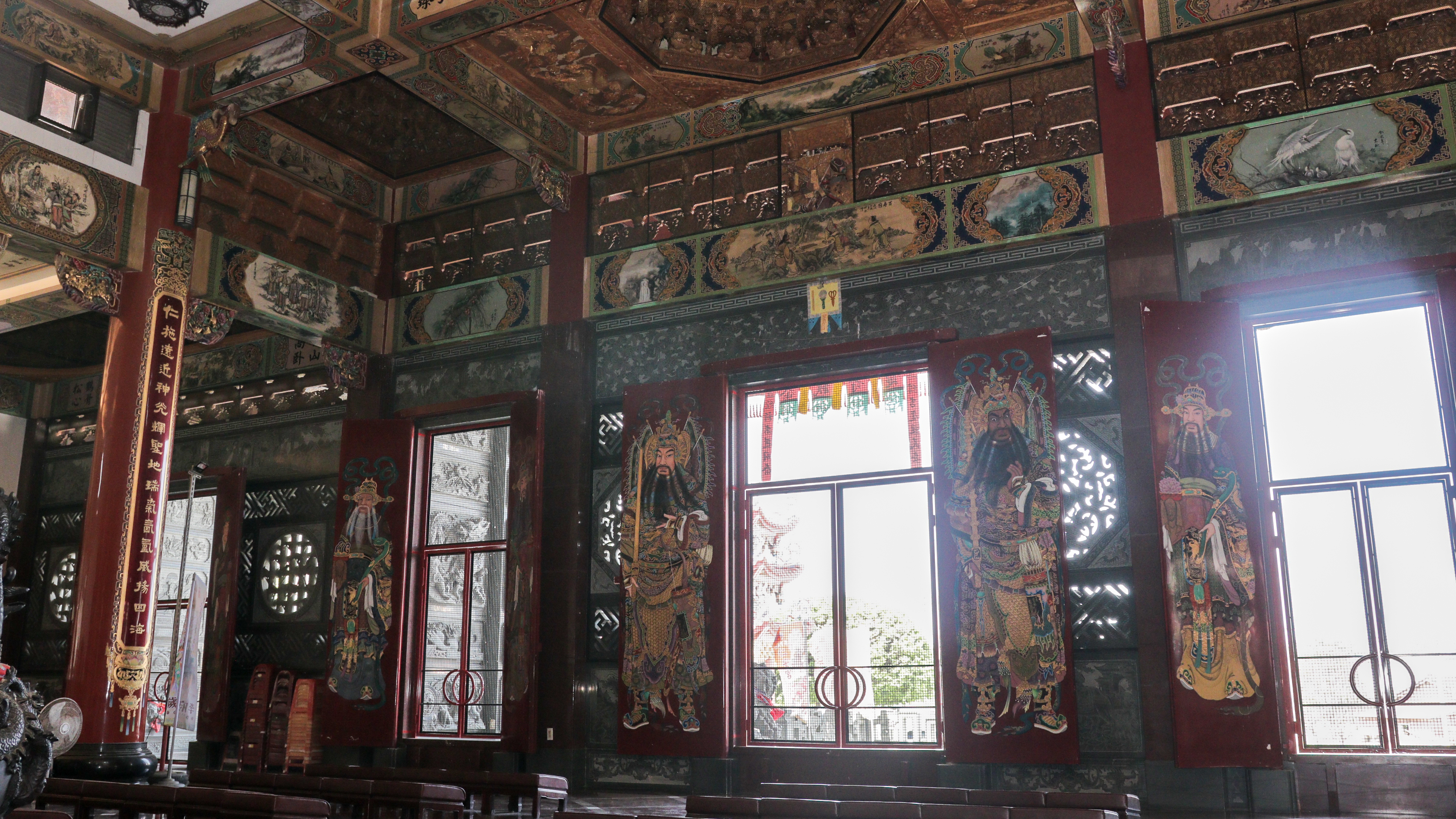
二重港仁安宮-廟門及門神彩繪
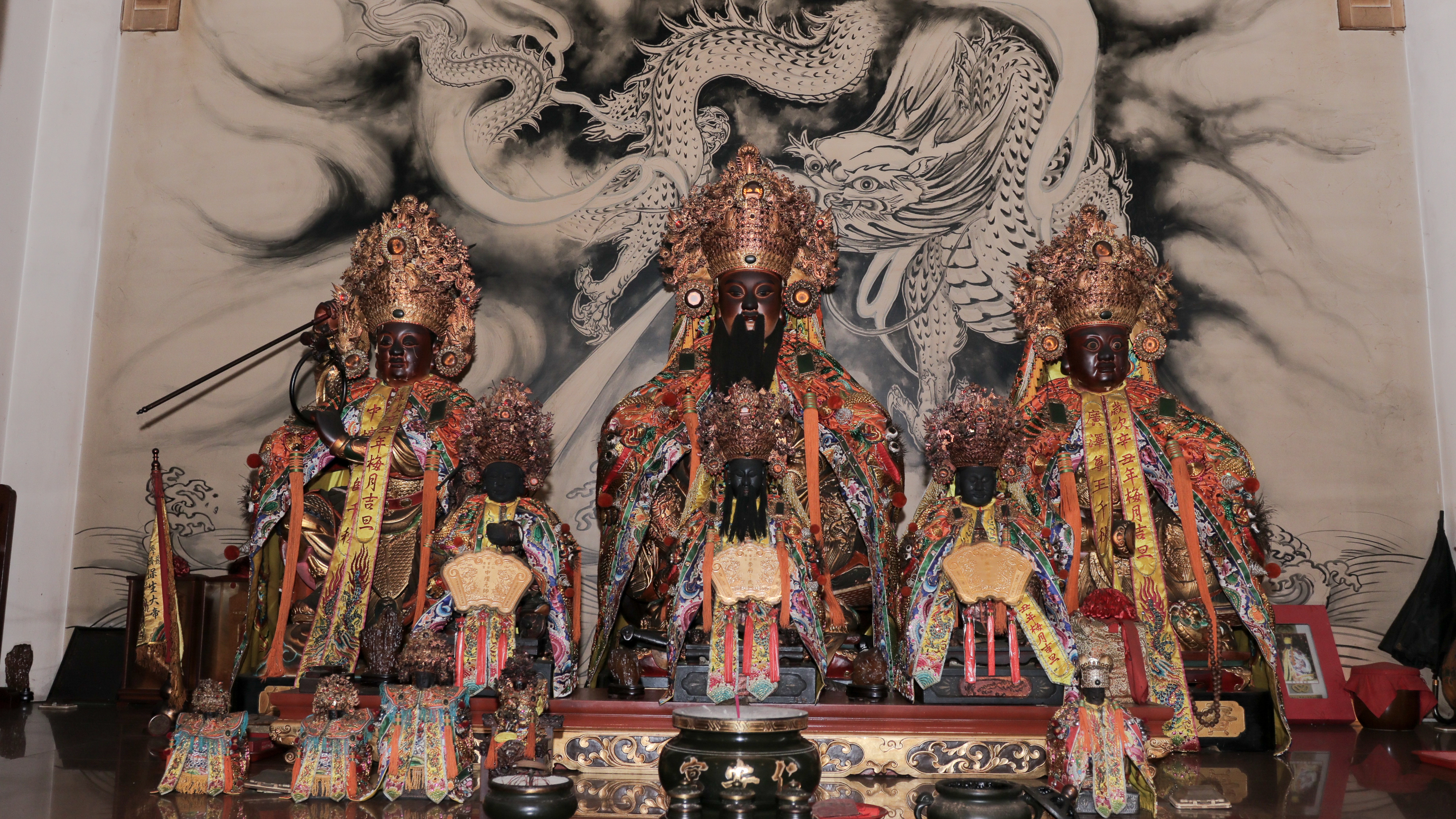
二重港仁安宮-主祀神祇
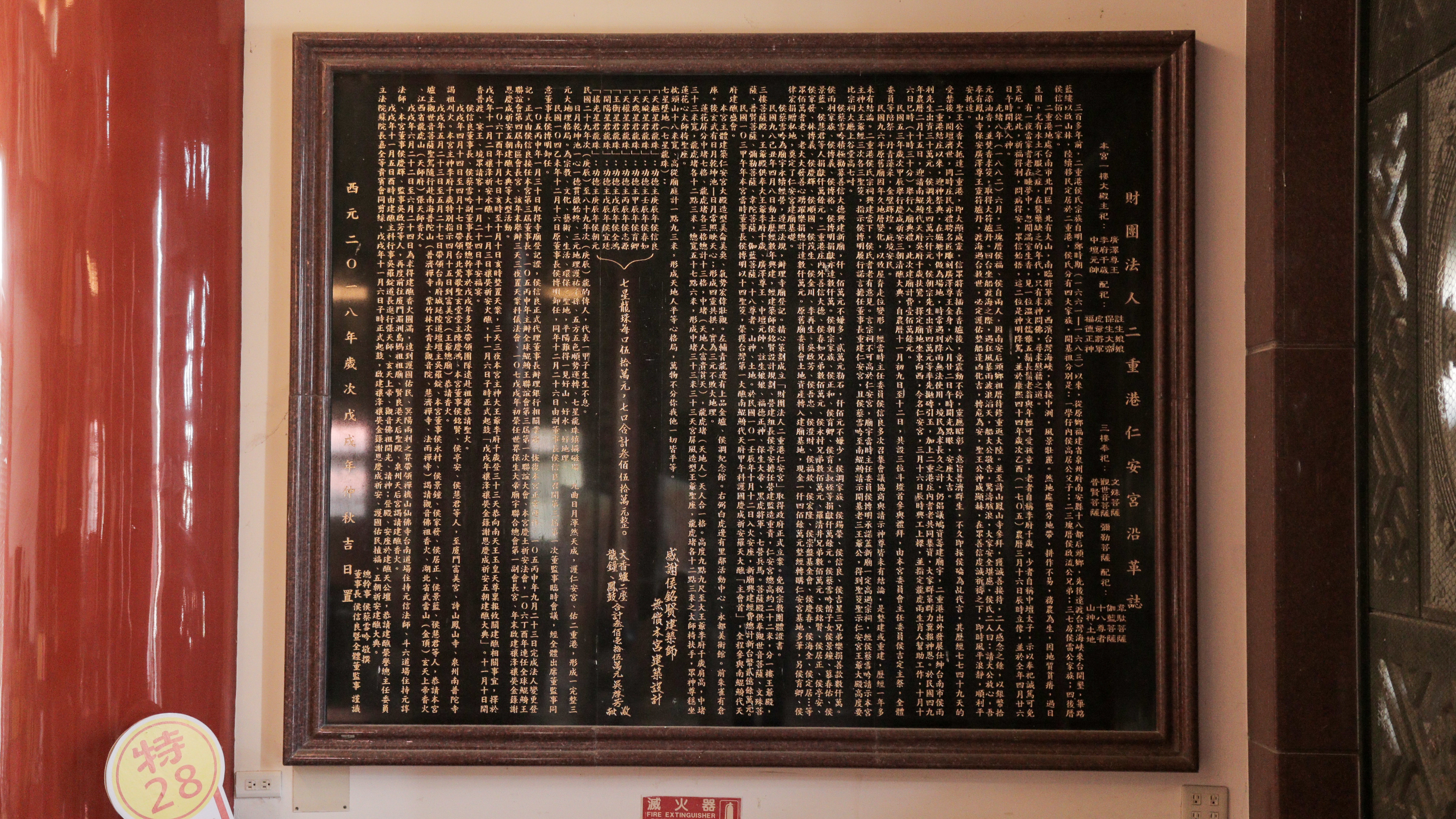
二重港仁安宮-沿革紀念碑